# Liste de peintures d'Alexandre-Gabriel Decamps
Cette page fournit une liste chronologique de peintures d'Alexandre-Gabriel Decamps (1803-1860)

## De 1827-1830 Premiers succès
| Image | Thème          | Titre                                            | Date                  | Technique            | Dimensions   | Lieu de Conservation                        | Référence    |
| ----- | -------------- | ------------------------------------------------ | --------------------- | -------------------- | ------------ | ------------------------------------------- | ------------ |
|       | Scène de genre | Le Vieux garde-chasse Gassois à Hénonville étude | 1824-1825             | huile sur toile      | 50 × 138 cm  | Beauvais, MUDO - Musée de l'Oise            | Base Joconde |
|       | Scène de genre | Les Tailleurs de pierre                          | 1825                  | huile sur toile      | 15 × 11 cm   | Musée d'Art moderne André-Malraux, Le Havre |              |
|       | Orientalisme   | Soldat de la garde d'un vizir                    | 1826 vers             | huile sur toile      | 24 × 19 cm   | Wallace Collection, Londres                 | Musée        |
|       | Orientalisme   | Duel albanais                                    | 1828 vers             | aquarelle            | 30 × 40 cm   | Victoria and Albert Museum, Londres         | Musée        |
|       | Orientalisme   | Femme chypriote fumant un chibouk                | 1828 vers             | aquarelle et gouache | 15 × 11 cm   | Clark Art Institute, Williamstown           | Musée        |
|       | Scène de genre | Enfants effrayés à la vue d'une chienne          | 1829                  | huile sur toile      | 95 × 138 cm  | Autun, musée Rolin                          | Base Joconde |
|       | Scène de genre | Chasse aux oiseaux ou La Chasse au miroir        | 1830                  | huile sur toile      | 35 × 50 cm   | Williamstown, Clark Art Institute           | Musée        |
|       | Scène de genre | Jeunes mendiants                                 | 1830                  | Pastel               | 36 × 47 cm   | Musée Pouchkine, Moscou                     | akg Images   |
|       | Paysage        | La Battue en plaine                              | 1830 vers             | huile sur bois       | 22 × 32 cm   | Paris, musée du Louvre                      | Base Joconde |
|       | Orientalisme   | La Patrouille turque                             | 1830 vers             | huile sur toile      | 114 × 179 cm | Wallace Collection, Londres                 | Musée        |
|       | Orientalisme   | La Patrouille turque                             | 1831 après            | huile sur toile      | 74 × 92 cm   | Metropolitan Museum, New York               |              |
|       | Portrait       | Autoportrait                                     | 1830 début des années | huile sur toile      | 32 × 24 cm   | Musée de l'Ermitage, Saint-Petersbourg      | Musée        |

## De 1831-1850 Années fécondes
| Image | Thème          | Titre | Date          | Technique                           | Dimensions   | Lieu de Conservation                       | Référence       |
| ----- | -------------- | --- | ------------- | ----------------------------------- | ------------ | ------------------------------------------ | --------------- |
|       | Orientalisme   | Personnages orientaux au repos | 1832 vers     | huile sur toile                     | 33 × 46 cm   | Wallace Collection, Londres                | Musée           |
|       | Orientalisme   | L'Abreuvoir |               | huile sur panneau                   | 20 × 30 cm   | Aberdeen Art Gallery & Museums             | Musée           |
|       | Orientalisme   | L'Abreuvoir | 1832 vers     | huile sur toile                     | 79 × 116 cm  | Wallace Collection, Londres                | Musée           |
|       | Singerie       | Le Singe peintre dit Intérieur d'atelier                                                                                           | 1833 vers     | huile sur toile                     | 32 × 40 cm   | Paris, musée du Louvre                     | Base Joconde    |
|       | Scène de genre | Mendiant comptant sa recette, | 1833 vers     | huile sur toile                     | 41 × 32 cm   | Paris, musée du Louvre                     | Base Joconde    |
|       | Orientalisme   | Corps de garde turc sur la route de Smyrne à Magnésie                                                                              | 1833          | huile sur toile                     | 91 × 155 cm  | Chantilly, musée Condé                     | Base Joconde    |
|       | Histoire       | Marius défait les Cimbres dans la plaine située entre Belsannettes et la Grande Fugère (Bataille d'Aix) dit La défaite des Cimbres | 1833          | huile sur toile                     | 130 × 195 cm | Musée du Louvre, Paris                     | Base Joconde    |
|       | Orientalisme   | Personnage assis : une scène turque                                                                                                | 1833          | huile sur toile                     | 42 × 68 cm   | Wallace Collection, Londres                | Musée           |
|       | Orientalisme   | Bazar au Caire | 1833 vers     | huile sur toile                     | 28 × 23 cm   | Rhode Island School of Design Museum       | Musée           |
|       | Histoire       | Intérieur d'un café turc | 1833 ou après | huile sur toile                     | 32 × 41 cm   | The Phillips Collection, Washington        | Musée           |
|       | Paysage        | Don Quichotte ou Don Quichotte rencontre la belle Dulcinée                                                                         | 1834          | huile sur toile                     | 40 × 64 cm   | Chantilly, musée Condé                     | Base Joconde    |
|       | Scène de genre | Incendie d'un village italien | 1834 vers     | huile sur toile                     | 31 × 38 cm   | Musée des Beaux-Arts de Reims              | Musée numérique |
|       | Orientalisme   | Les Danseurs albanais | 1835          | huile sur toile                     | 77 × 124 cm  | Musée des Beaux-Arts de Brest              | RMN             |
|       | Littéraire     | Don Quichotte et Sancho | 1835 vers     | huile sur papier marouflé sur toile | 32 × 40 cm   | Musée des Beaux-Arts de Pau                | Base Joconde    |
|       | Orientalisme   | Souvenirs de la Turquie d'Asie : Enfants jouant avec une tortue                                                                    | 1836          | huile sur toile                     | 72 × 92 cm   | Chantilly, musée Condé                     | Base Joconde    |
|       | Littéraire     | Le Chat, la belette et le petit lapin                                                                                              | 1836          | huile sur toile                     | 24 × 34 cm   | Williamstown, Clark Art Institute          | Musée           |
|       | Religieux      | Jésus sur le lac de Génésareth | 1836          | huile sur toile                     | 40 × 74 cm   | Paris, musée du Louvre                     | Base Joconde    |
|       | Scène de genre | Le Suicide | 1836 vers     | huile sur toile                     | 40 × 56 cm   | Walters Art Museum, Baltimore              | Musée           |
|       | Biblique       | La Découverte de Moïse | 1837          | huile sur toile                     | 29 × 46 cm   | Wallace Collection, Londres                | Musée           |
|       | Orientalisme   | Le Supplice des crochets | 1837          | huile sur toile                     | 90 × 135 cm  | Wallace Collection, Londres                | Musée           |
|       | Singerie       | Les Experts | 1837          | huile sur toile                     | 46 × 64 cm   | Metropolitan Museum, New York              | Musée           |
|       | Biblique       | Joseph vendu par ses frères | 1838          | huile sur toile                     | 30 × 41 cm   | Wallace Collection, Londres                | Musée           |
|       | Paysage        | La Villa Doria Pamphilj, Rome | 1838-1839     | huile sur toile                     | 33 × 41 cm   | Wallace Collection, Londres                | Musée           |
|       | Animalier      | Chiens de chasse au repos | 1839          | huile sur toile                     | 26 × 37 cm   | Musée du Louvre, Paris                     | Base Joconde    |
|       | Paysage        | Passer de l'autre côté | 1839 après    | huile sur toile                     | 29 × 37 cm   | Musée d'art de Saint-Louis, Paris          | Musée           |
|       | Orientalisme   | Porte-étendard turc | 1839 vers     | huile sur toile                     | 22 × 38 cm   | Chantilly, musée Condé                     | Base Joconde    |
|       | Scène de genre | Le Capucin collecteur | 1840 vers     | huile sur carton                    | 18 × 24 cm   | Musée des Beaux-Arts de Reims              | Musée numérique |
|       | Scène de genre | Le Rémouleur | 1840 vers     | huile sur toile                     | 38 × 51 cm   | Musée du Louvre                            | Base Joconde    |
|       | Paysage        | Paysage | 1840 vers     | aquarelle                           | 17 × 29 cm   | Metropolitan Museum, New York              | Musée           |
|       | Scène de genre | L'Affûteur de ciseaux | 1823-1860     | huile sur toile                     | 25 × 20 cm   | Musée d'Amsterdam                          | Musée           |
|       | Orientalisme   | Souvenir de Turquie d'Asie (Environs de Smyrne) (titre attribué)                                                                   | 1840          | huile sur toile                     | 32 × 56 cm   | Musée des Beaux-Arts de Reims              | Musée numérique |
|       | Orientalisme   | Caravane arrêtée dans une oasis | 1840          | aquarelle                           | 22 × 29 cm   | Williamstown, Clark Art Institute          | Musée           |
|       | Scène de genre | Les Sonneurs | 1841          | huile sur toile                     | 58 × 48 cm   | Paris, musée du Louvre                     | Base Joconde    |
|       | Scène de genre | La Sortie de l'école turque esquisse                                                                                               | 1841          | huile sur bois                      | 11 × 11 cm   | Musée des Beaux-Arts de Chambéry           | Base Joconde    |
|       | Scène de genre | La Sortie de l'école turque | 1841 vers     | huile sur toile                     | 66 × 89 cm   | Paris, musée du Louvre                     | Base Joconde    |
|       | Orientalisme   | Traversée de la rivière | 1841 vers     | aquarelle                           | 32 × 46 cm   | Wallace Collection, Londres                | Musée           |
|       | Littéraire     | Les Sorcières dans Macbeth | 1841-1842     | huile sur toile                     | 29 × 40 cm   | Wallace Collection, Londres                | Musée           |
|       | Animalier      | Chien basset | 1841-1843     | huile sur toile                     | 35 × 48 cm   | Paris, musée du Louvre                     | Base Joconde    |
|       | Orientalisme   | Le Marchand d'oranges | 1842-1845     | huile sur toile                     | 48 × 67 cm   | Musée des Beaux-Arts de Caen               | Base Joconde    |
|       | Scène de genre | Chevaux de halage | 1842          | huile sur toile                     | 66 × 81 cm   | Paris, musée du Louvre                     | Base Joconde    |
|       | Scène de genre | Chenil. Valet de chiens | 1842          | huile sur toile                     | 47 × 39 cm   | Paris, musée du Louvre                     | Base Joconde    |
|       | Scène de genre | Paysan italien | 1842          | huile sur toile                     | 40 × 32 cm   | Williamstown, Clark Art Institute          | Musée           |
|       | Animalier      | Bouledogue et terrier écossais | 1843 vers     | huile sur toile                     | 104 × 134 cm | Paris, musée du Louvre                     | Base Joconde    |
|       | Animalier      | Chiens Brifauts | 1843          | huile sur bois                      | 25 × 132 cm  | Paris, musée du Louvre                     | Base Joconde    |
|       | Paysage        | Les Remparts d'Aigues-Mortes | 1843 vers     | huile sur toile                     | 43 × 64 cm   | Paris, musée du Louvre                     | Base Joconde    |
|       | Paysage        | La Mare | 1844          | huile sur bois                      | 16 × 13 cm   | Paris, musée du Louvre                     | Base Joconde    |
|       | Orientalisme   | Marchand turc fumant dans sa boutique                                                                                              | 1844          | huile sur bois                      | 36 × 28 cm   | Paris, musée d'Orsay                       | Base Joconde    |
|       | Orientalisme   | Vue d'Ebra en Palestine | 1844 vers     | aquarelle                           | 19 × 31 cm   | Chantilly, musée Condé                     | Base Joconde    |
|       | Orientalisme   | Gué une rivière | 1845          | aquarelle                           | 50 × 85 cm   | Londres, Wallace Collection                | Musée           |
|       | Orientalisme   | École turque | 1846          | huile sur bois                      | 32 × 41 cm   | Chantilly, musée Condé                     | Base Joconde    |
|       | Orientalisme   | Enfants turcs auprès d'une fontaine                                                                                                | 1846          | huile sur toile                     | 100 × 74 cm  | Chantilly, musée Condé                     | Base Joconde    |
|       | Orientalisme   | Marche de bachi-bouzouks | 1846          | aquarelle                           | 22 × 42 cm   | Chantilly, musée Condé                     | Base Joconde    |
|       | Orientalisme   | Le Philosophe | 1846 vers     | huile sur toile                     | 22 × 26 cm   | Wallace Collection, Londres                | Musée           |
|       | Littéraire     | Bertrand et Raton | 1846          | huile sur toile                     | 15 × 21 cm   | Chantilly, musée Condé                     | Base Joconde    |
|       | Littéraire     | Bertrand et Raton (Le Singe et le Chat, IX, 17)                                                                                    | 1847          | huile sur toile                     | 38 × 46 cm   | Château-Thierry, Musée Jean-de-La-Fontaine | Base Joconde    |
|       | Littéraire     | Le Rat qui s'est retiré du monde (VII, 3)                                                                                          |               | huile sur toile                     | 26 × 32 cm   | Château-Thierry, Musée Jean-de-La-Fontaine | Base Joconde    |
|       | Scène de genre | La Chasse | 1847          | huile sur toile                     | 31 × 51 cm   | Palais des Beaux-Arts de Lille             | Base Joconde    |
|       | Scène de genre | L'Affût | 1847          | huile sur bois                      | 23 × 17 cm   | Paris, musée du Louvre                     | Base Joconde    |
|       | Religieux      | Le Christ au prétoire | 1847          | huile sur toile                     | 144 × 104 cm | Paris, musée d'Orsay                       | Base Joconde    |
|       | Scène de genre | Enfant donnant à manger à un mouton                                                                                                | 1847          | huile sur toile                     | 13 × 19 cm   | Chantilly, musée Condé                     | Base Joconde    |
|       | Orientalisme   | Un puits en Orient | 1847          | huile sur toile                     | 31 × 42 cm   | Wallace Collection, Londres                | Musée           |
|       | Scène de genre | Le Braconnier | 1847 vers     | huile sur toile                     | 24 × 19 cm   | Williamstown, Clark Art Institute          | Musée           |
|       | Paysage        | La Campagne romaine | 1847 vers     | huile sur acajou                    | 25 × 41 cm   | Wallace Collection, Londres                | Musée           |
|       | Paysage        | Le Mouillage de Smyrne | 1847 vers     | huile sur toile                     | 45 × 68 cm   | Wallace Collection, Londres                | Musée           |
|       | Biblique       | Rebecca à la Fontaine | 1848          | huile sur toile                     | 30 × 41 cm   | Chantilly, musée Condé                     | Base Joconde    |
|       | Orientalisme   | Cavalerie turque asiatique traversant un gué                                                                                       | 1848          | gouache et crayon                   | 66 × 98 cm   | Chantilly, musée Condé                     | Base Joconde    |
|       | Animalier      | Tigre et éléphant à la source dit aussi Le Désert indien                                                                           | 1849          | huile sur toile                     | 22 × 38 cm   | Paris, musée du Louvre                     | Base Joconde    |
|       | Animalier      | Chien basset noir et blanc au chenil                                                                                               | 1849          | huile sur bois                      | 25 × 35 cm   | Paris, musée du Louvre                     | Base Joconde    |
|       | Scène de genre | Les Mendiants | 1849          | huile sur panneau                   | 17 × 27 cm   | Galerie nationale d'Écosse                 | Musée           |
|       | Scène de genre | La Cour de ferme | 1850          | huile sur toile                     | 32 × 24 cm   | Paris, musée du Louvre                     | Base Joconde    |
|       | Scène de genre | Chauffage d'hiver | 1850          | huile sur toile                     | 30 × 22 cm   | Aberdeen Art Gallery & Museums             | Art UK          |
|       | Scène de genre | Intérieur de cour rustique à Fontainebleau                                                                                         | 1850 vers     | huile sur bois                      | 78 × 56 cm   | Paris, musée d'Orsay                       | Base Joconde    |
|       | Animalier      | Étude de porcs | 1850-1860     | huile sur papier montée sur toile   | 27 × 35 cm   | Art Institute of Chicago                   | Musée           |
|       | Orientalisme   | Femmes orientale au puits | 1851          | huile sur toile                     | 34 × 42 cm   | Art Institute of Chicago                   | Musée           |
|       | Orientalisme   | Devant une mosquée (Le Caire) | 1858 vers     | huile sur panneau                   | 41 × 30 cm   | Musée de l'Ermitage, Saint-Petersbourg     | Musée           |

## De 1853-1860 Dernières années
| Image | Thème            | Titre                              | Date      | Technique                         | Dimensions  | Lieu de Conservation          | Référence    |
| ----- | ---------------- | ---------------------------------- | --------- | --------------------------------- | ----------- | ----------------------------- | ------------ |
|       | Religieux        | Fuite en Égypte                    | 1850-1860 | aquarelle                         | 30 × 42 cm  | Paris, musée d'Orsay          | Base Joconde |
|       | Paysage biblique | Saül poursuivant David             | 1853      | huile sur toile                   | 45 × 81 cm  | Paris, musée d'Orsay          | Base Joconde |
|       | Biblique         | La Pêche miraculeuse               | 1853 vers | huile sur toile                   | 28 × 47 cm  | Wallace Collection, Londres   | Musée        |
|       | Orientalisme     | Le Passage du gué                  | 1853      | huile sur toile                   | 58 × 118 cm | Paris, musée du Louvre        | Base Joconde |
|       | Religieux        | Le Bon Samaritain                  | 1853 vers | huile sur toile                   | 93 × 74 cm  | Metropolitan Museum, New York | Musée        |
|       | Paysage          | Paysage du soir                    | 1854      | huile sur toile                   | 25 × 32 cm  | Nasjonalgalleriet, Oslo       | Musée        |
|       | Scène de genre   | Forêt de Fontainebleau (sous-bois) | 1860      | huile sur toile marouflé sur bois | 34 × 23 cm  | Musée des Beaux-Arts de Rouen | Base Joconde |

## Dates non documentées
| Image | Thème          | Titre                                                                      | Date | Technique                     | Dimensions  | Lieu de Conservation                                   | Référence           |
| ----- | -------------- | -------------------------------------------------------------------------- | ---- | ----------------------------- | ----------- | ------------------------------------------------------ | ------------------- |
|       | Orientalisme   | Guerriers arabes                                                           |      | huile sur toile               | 22 × 27 cm  | Musée des Beaux-Arts de Valenciennes                   | Base Joconde        |
|       | Paysage        | Paysage avec animaux                                                       |      | huile sur toile               | 38 × 46 cm  | Musée des Beaux-Arts de Bordeaux                       | Base Joconde        |
|       | Singerie       | Singe au miroir                                                            |      | huile sur toile               | 50 × 61 cm  | Musée des Beaux-Arts de Tours                          | Base Joconde        |
|       | Singerie       | Deux singes rémouleurs                                                     |      | huile sur toile               | 50 × 60 cm  | Musée des Beaux-Arts de Bordeaux                       | Base Joconde        |
|       | Scène de genre | Le Marché aux bestiaux                                                     |      | huile sur toile               | 32 × 37 cm  | Musée des Beaux-Arts de Bordeaux                       | Base Joconde        |
|       | Scène de genre | Braconnier vu de dos                                                       |      | huile sur bois                | 22 × 16 cm  | Musée des Beaux-Arts de Rouen                          | Base Joconde        |
|       | Singerie       | Tête de singe fumant la pipe                                               |      | huile sur toile               | 16 × 22 cm  | Musée des Beaux-Arts de Bordeaux                       | Base Joconde        |
|       | Scène de genre | La Lavandière                                                              |      | huile sur carton              | 14 × 21 cm  | Marseille, musée Grobet-Labadié                        | Base Joconde        |
|       | Paysage        | Etude du Bois des brosses faite à Saint Pierre près de Pont-Sainte-Maxence |      | huile sur toile               | 12 × 20 cm  | Chantilly, musée Condé                                 | Base Joconde        |
|       | Animalier      | Chien couché                                                               |      | huile sur toile               | 31 × 39 cm  | Chantilly, musée Condé                                 | Base Joconde        |
|       | Animalier      | Chiens                                                                     |      | huile sur toile               | 28 × 36 cm  | Galerie nationale de Finlande                          | Musée               |
|       | Animalier      | Dans le désert : âne                                                       |      | huile sur bois                | 22 × 28 cm  | Musée d'Évreux                                         | Base Joconde        |
|       | Orientalisme   | Soir de marché                                                             |      | huile sur toile               | 58 × 94 cm  | Voiron, Musée Mainssieux                               | Base Joconde        |
|       | Orientalisme   | La Caravane du désert                                                      |      | huile sur toile               | 49 × 73 cm  | Voiron, Musée Mainssieux                               | Base Joconde        |
|       | Orientalisme   | La Caravane                                                                |      | huile sur toile               | 60 × 100 cm | Paris, musée du Louvre                                 | Base Joconde        |
|       | Orientalisme   | Vue d'Orient                                                               |      | huile sur carton              | 31 × 25 cm  | Musée des Beaux-Arts de Reims                          | Musée numérique     |
|       | Orientalisme   | Une ferme orientale                                                        |      | huile sur toile               | 38 × 59 cm  | Collection privée, Vente 2009                          | Catalogue Sotheby's |
|       | Scène de genre | La Taverne                                                                 |      | huile sur toile               | 38 × 46 cm  | Musée des Beaux-Arts de Bordeaux                       | Base Joconde        |
|       | Paysage        | Marine                                                                     |      | huile sur toile               | 24 × 35 cm  | Musée des Beaux-Arts de Reims                          | Musée numérique     |
|       | Scène de genre | Le Retour des pêcheurs                                                     |      | huile sur toile               | 35 × 27 cm  | Saint-Vaast-la-Hougue, Musée maritime de l'île Tatihou | Base Joconde        |
|       | Scène de genre | Espagnols jouant aux cartes dit aussi Les Catalans                         |      | huile sur toile               | 47 × 62 cm  | Musée du Louvre, Paris                                 | Base Joconde        |
|       | Scène de genre | Mendiant assis                                                             |      | huile sur bois                | 23 × 18 cm  | Musée des beaux-arts de Dole                           | Base Joconde        |
|       | Orientalisme   | Une maison en Turquie                                                      |      | aquarelle et huile sur papier | 19 × 29 cm  | Metropolitan Museum, New York                          | Musée               |
|       | Scène de genre | Le Chasseur                                                                |      | huile sur toile               | 19 × 24 cm  | Rijksmuseum Twenthe, Enschede                          | Musée               |
|       | Scène de genre | Jeunes mendiants                                                           |      | huile sur toile               | 27 × 33 cm  | Musée des Beaux-Arts (Boston)                          | Musée               |
|       | Orientalisme   | Scène au Proche-Orient                                                     |      | huile sur panneau             | 30 × 47 cm  | Fitzwilliam Museum, Cambridge                          | Art UK              |
|       | Orientalisme   | A l'ombre de la cour                                                       |      | huile sur toile               | 81 × 100 cm | Collection privée, Vente 2020                          | Catalogue Sotheby's |
|       | Paysage        | Au soleil couchant                                                         |      | huile sur toile               | 33 × 41 cm  | Collection privée, Vente 2020                          | Catalogue Sotheby's |
|       | Scène de genre | Le Mendiant aveugle                                                        |      | huile sur toile               | 52 × 61 cm  | Sheffield Galleries and Museums Trust                  | Art UK              |